# Sancti Spíritus (tỉnh)
Sancti Spíritus (phát âm tiếng Tây Ban Nha: [ˈsaŋk.ti esˈpiɾitus]) là một tỉnh của Cuba. Thủ phủ của tỉnh là thành phố cùng tên Sancti Spíritus. Thành phố chính khác là Trinidad.
Vùng ven biển phía nam của tỉnh chủ yếu là đồng bằng, còn phần phía tây có nhiều đồi núi. Khu vực đông nam tỉnh Sancti Spíritus có một số rừng ngập mặn và đầm lầy. Vùng ven biển phía bắc có các vùng đất ngập nước quan trọng và được bảo vệ như Vịnh Buena Vista Công viên quốc gia Caguanes. Tỉnh có một hồ chứa nhân tạo Embalse Zaza lớn nhất Cuba

## Lịch sử
Thế kỷ 17, cả hải tặc người Hà Lan và người Anh đều cố gắng kiểm soát khu vực mà nay là tỉnh Sancti Spíritus, nhưng họ đã không mấy thành công, và binh lính Tây Ban Nha đã đuổi họ đi. Từ 1660 đến 1680, Trinidad đã gặp nguy hiểm bởi các toán hải tặc đến từ Jamaica và Tortuga, và trong hai lần, chúng đã phá hoại thành phố.
Các tỉnh Cienfuegos, Sancti Spíritus, và Villa Clara từng là một phần của tỉnh cũ Las Villas.

## Kinh tế
Du lịch là một nguồn thu lớn cho tỉnh, với hầu hết các trung tâm du lịch nằm ở xung quanh thành phố cổ Trinidad, một di sản thế giới, thành phố có hàng chục các tòa nhà thuộc địa (và hầu như không có kiến trúc của thế kỷ 20) có niên đại từ khi người Tây Ban Nha đặt chân đến Cuba vào thế kỷ 16.
Iznaga Francisco, một địa chủ giàu có người xứ Basque ở phần phía tây của Cuba trong 30 năm đầu tiên, đã được bầu làm Thị trưởng của Bayamo năm 1540. Iznaga là người khởi của một cuộc di cư mạnh mẽ mà cuối cùng định cư tại Sancti Spiritus và Trinidad, vị trí của các Iznaga Torre. Con cháu của ông đã chiến đấu cho độc lập của Cuba và sáp nhập vào Mỹ từ 1820-1900.
Trong khu vực, như với hầu hết các tỉnh Cuba, mía và chăn nuôi là ngành kinh tế quan trọng. Đồng ruộng lớn được tưới tiêu bởi hồ chứa Hồ chứa Zaza, sông Zaza và sông Jatibonico ở khu vực La Sierpe. Một số đất giành để trồng cây thuốc lá và lúa gạo cũng tăng lên.

## Khu tự quản
| Tên gọi         | Dân số (2004) | Diện tích (km²) | Tọa độ                                        |  |
| --------------- | ------------- | --------------- | --------------------------------------------- |  |
| Cabaiguán       | 67224         | 597             | 22°05′2″B 79°29′43″T / 22,08389°B 79,49528°T  |  |
| Fomento         | 33528         | 471             | 22°06′19″B 79°43′12″T / 22,10528°B 79,72°T    |  |
| Jatibonico      | 42708         | 765             | 21°56′47″B 79°10′3″T / 21,94639°B 79,1675°T   |  |
| La Sierpe       | 16937         | 1035            | 21°45′39″B 79°14′36″T / 21,76083°B 79,24333°T |  |
| Sancti Spíritus | 133843        | 1151            | 21°56′3″B 79°26′37″T / 21,93417°B 79,44361°T  |  |
| Taguasco        | 36365         | 518             | 22°00′19″B 79°15′54″T / 22,00528°B 79,265°T   |  |
| Trinidad        | 73466         | 1155            | 21°48′16″B 79°58′58″T / 21,80444°B 79,98278°T |  |
| Yaguajay        | 58938         | 1032            | 22°19′50″B 79°14′13″T / 22,33056°B 79,23694°T |  |

Nguồn: Thống kê dân số năm 2004. Diện tích sau khi tái điều chính địa giới năm 1976.

## Nhân khẩu
In 2004, dân số tỉnh Sancti Spiritus 463.009 người. With a total area of 6.736,51 km2 (2.600,98 dặm vuông Anh),